# Lacus Mortis
Lacus Mortis – lateinisch für See des Todes – ist ein erstarrter Lavasee auf der nordöstlichen Mondvorderseite zwischen dem Mare Frigoris im Norden und dem Mare Serenitatis im Süden, der von der Entstehung her den größeren Maria gleicht. Die Bezeichnung stammt von dem italienischen Astronomen Giovanni Riccioli (1598–1671) und wurde durch die Internationale Astronomische Union im Jahr 1935 offiziell festgelegt.
Die basaltische Tiefebene hat einen mittleren Durchmesser von 151 Kilometer, einen Flächeninhalt von rund 21.000 km² und liegt im Nordosten der erdzugewandten Mondseite bei den selenografischen Koordinaten 45° 00' Nord und 27° 12' Ost. Die Formation gleicht einem gefluteten Krater. Östlich an ihrem Mittelpunkt befindet sich der im Durchmesser 40 Kilometer große Krater Bürg. Auf ihrem Grund verläuft das Rillensystem der Rimae Bürg, das an einer Stelle auch den Wallrand von Lacus Mortis durchbricht.

## Erster kommerzieller Mondlander Peregrine
Ursprünglich im 4. Quartal 2021 sollte der erste kommerzielle Peregrine-Mondlander verschiedene Dinge zum Lacus Mortis bringen; unter anderem wissenschaftliche Instrumente der NASA, einen oder mehrere Rover, Asche von kremierten Verstorbenen, einen Datenträger mit dem Inhalt der Wikipedia und 151 DHL-Päckchen mit privaten Erinnerungsstücken, die sogenannten DHL MoonBoxen. Der Raumflug mit der Trägerrakete Vulcan wurde dann auf Ende Dezember 2023 verschoben, der tatsächliche Start fand am 8. Januar 2024 statt. Das nun geplante Ziel der Peregrine lag in der Region Sinus Viscositatis bei 35,25° nördlicher Breite und 40,99° westlicher Länge.
Noch vor der Landung wurden technische Probleme bekannt, so dass der Mondlander im Rahmen der Peregrine Mission One zur Erde zurückgelenkt wurde und am 19. Januar 2024 über dem Südpazifik auseinanderbrach. Eine Landung am Lacus Mortis fand nicht statt.